# Alden (Kansas)
Alden és una població dels Estats Units a l'estat de Kansas. Segons el cens del 2000 tenia 168 habitants.

## Demografia
Segons el cens del 2000, Alden tenia 168 habitants, 73 habitatges, i 52 famílies. La densitat de població era de 341,4 habitants per km².
Dels 73 habitatges en un 19,2% hi vivien nens de menys de 18 anys, en un 67,1% hi vivien parelles casades, en un 2,7% dones solteres, i en un 27,4% no eren unitats familiars. En el 26% dels habitatges hi vivien persones soles el 16,4% de les quals corresponia a persones de 65 anys o més que vivien soles. El nombre mitjà de persones vivint en cada habitatge era de 2,3 i el nombre mitjà de persones que vivien en cada família era de 2,77.
Per edats la població es repartia de la següent manera: un 22% tenia menys de 18 anys, un 6% entre 18 i 24, un 25,6% entre 25 i 44, un 22,6% de 45 a 60 i un 23,8% 65 anys o més.
L'edat mediana era de 43 anys. Per cada 100 dones de 18 o més anys hi havia 92,6 homes.
La renda mediana per habitatge era de 36.442 $ i la renda mediana per família de 36.827 $. Els homes tenien una renda mediana de 26.500 $ mentre que les dones 18.333 $. La renda per capita de la població era de 21.908 $. Cap de les famílies i l'1,1% de la població estaven per davall del llindar de pobresa.

## Poblacions més properes
El següent diagrama mostra les poblacions més properes.